# Chen Jing (voleibol)
Chen Jing (en chino, 陈静; pinyin, Chén Jìng; nacida el 3 de septiembre de 1975) es una jugadora de voleibol china que compitió en el equipo nacional femenino de voleibol de China.
Compitió en los Juegos Olímpicos de Verano de 2000 y en los Juegos Olímpicos de Verano de 2004, así como en el Gran Premio Mundial FIVB 2004.